# Ащисай (Темірський район)
Ащиса́й (каз. Ащысай) — село у складі Темірського району Актюбінської області Казахстану. Входить до складу Аксайського сільського округу.
У радянські часи село називалось Благовіщенське.
Населення — 78 осіб (2021; 252 у 2009, 360 у 1999, 285 у 1989).